# Aloe buchananii
Aloe buchananii (Алое Бучанана)  — сукулентна рослина роду алое.

## Етимологія
Видова назва дана на честь Джона Бучанана (англ. John Buchanan; 1821—1903), шотландського священика Пресвітеріанської церкви, фермера і збирача рослин, що мешкав у Південній Африці в 1861—1877 рр.., виконуючи обов'язки британського консула, і на Мадейрі в 1878—1880 рр.. та створив колекцію рослин з Південної Африки та Мадейри.

## Історія
Вид вперше був описаний англійським ботаніком Джоном Гілбертом Бейкером у 1895 році в Бюлетені різнобічної інформації Королівських ботанічних садів у Кью.

## Морфологічні ознаки
Багаторічна трав'яниста, одиночна або росте у групах з 2-3 стебел, рідше більше. Стебла до 20 см заввишки і товщиною до 5 см. Листя сплюснуті, прямостоячі, до 60 см завдовжки, лінійні, 1,5-2 см завширшки, до 4-6 см біля основи, що звужуються до верхівки, м'ясисті, яскраво-зелені, з білими плямами біля основи, особливо на нижній поверхні; краї з коротким білими зубчиками до 0,5 мм завдовжки, на відстані 5-15 мм один від одного. Суцвіття просте, прямостояче, до 60-90 см заввишки; китиця 15-25 × 7-8 см, циліндрична, щільно набита квітками; приквітки 22-27 × 8-10 мм, яйцеподібні; квітконіжки 2,5-4 см завдовжки; оцвітина оранжево-рожева.

## Близькі види
Дуже схожий на Aloe nuttii, але суцвіття Aloe buchananii відрізняється вузькими приквітками, довшими ніжками (особливо в плодах), а також коротшими трохи ширшими оцвітинами.

## Поширення
Aloe buchananii — ендемічна рослина Малаві.

## Місця зростання і екологія
Вид зростає на гірських пасовищах, у відкритих лісах брахістегії (Brachystegia), на висоті 1150—1940 м над рівнем моря.
Перебуває під серйозною загрозою зникнення, через те що існує тільки в широко відокремлених популяціях в Малаві. Можливо, зустрічається на кордоні Малаві і Мозамбіку.

## Охоронні заходи
Вид включений до додатку II конвенції про міжнародну торгівлю видами дикої фауни і флори, що перебувають під загрозою зникнення (CITES).
Росте в малавійському лісовому заповіднику Чонгоні.